# Las píldoras de mi novio
Las píldoras de mi novio es una película de comedia mexicana de 2020 dirigida por Diego Kaplan y protagonizada por Jaime Camil y Sandra Echeverría.

## Sinopsis
Una escapada de vacaciones de una mujer con su novio, que sufre personalidad múltiple, toma un giro inesperado porque él se olvida de llevar los medicamentos que le suministran con receta.

## Elenco
- Jaime Camil como Hank
- Sandra Echeverría como Jess
- Jason Alexander como Dr. Sternbach
- Marco Antonio Aguirre como El Mero
- Luis Arrieta como Gerardo
- Brian Baumgartner como Chase
- Mónica Huarte como Susana
- Brooke Shields como Alicia
- Pia Watson como Malí